# Makyla Smith
Makyla Smith (1982) è un'attrice canadese.
È meglio conosciuta per aver interpretato Daphne, l'amica di Justin (Randy Harrison), su Queer as Folk. È inoltre apparsa nei film "Abbandonata Dal Destino" (2003) di Peter Levin.
È la figlia dell'attrice Allison Sealy-Smith.

## Filmografia parziale

### Televisione
- Abbandonata dal destino (Homeless to Harvard: The Liz Murray Story), regia di Peter Levin – film TV (2003)